# Schweizer Solvenztest
Der Schweizer Solvenztest (SST) ist ein Mittel, um die Risikotragfähigkeit von Versicherungen in der Schweiz zu quantifizieren und zu regulieren. Das tatsächliche Risiko wird dabei durch die Kennzahl Zielkapital (ZK) ausgedrückt. Das verfügbare Kapital ist das risikotragende Kapital (RTK). Die regulatorische Anforderung ist, dass das risikotragende Kapital grösser oder gleich dem Zielkapital sein muss: RTK ≥ ZK.
Der SST entspricht dem in der EU seit 2016 gültigen Aufsichtsregime Solvabilität II.
Marktübliche Modellierungen des Risikos, also des Zielkapitals, wie sie zurzeit von den Versicherungsgesellschaften implementiert werden, beruhen auf Monte-Carlo-Simulationen der jährlichen Einnahmen bzw. der potenziellen jährlichen Gewinnausfälle oder Verluste. Es wird also „Earning at Risk“ als Art der Risikomessung eingesetzt. Im Rahmen dieser Simulationen werden zusätzlich zu den potenziellen Verlusten aus dem Kerngeschäft auch potenzielle Verluste aus Kreditrisiko (beispielsweise Ausfall Rückversicherer) und Operationellem Risiko (beispielsweise Ausfall der IT-Infrastruktur) modelliert. Die Berücksichtigung von Risiken jenseits des Kerngeschäfts und die korrespondierende Forderung nach Unterlegung dieser Risiken mit Eigenkapital ist zugleich die eigentliche Neuerung, die sich mit Solvabilität II für die Versicherungsgesellschaften ergibt. Kreditrisiko und Operationelles Risiko mussten bisher im regulatorischen Kapital nicht einkalkuliert werden.